# Hyda xanthorrhina
Hyda xanthorrhina là một loài bướm đêm thuộc phân họ Arctiinae, họ Erebidae.